# 무르만스크주의 행정 구역
다음은 무르만스크주의 행정 구역에 관한 설명이다.
주 지정 도시:

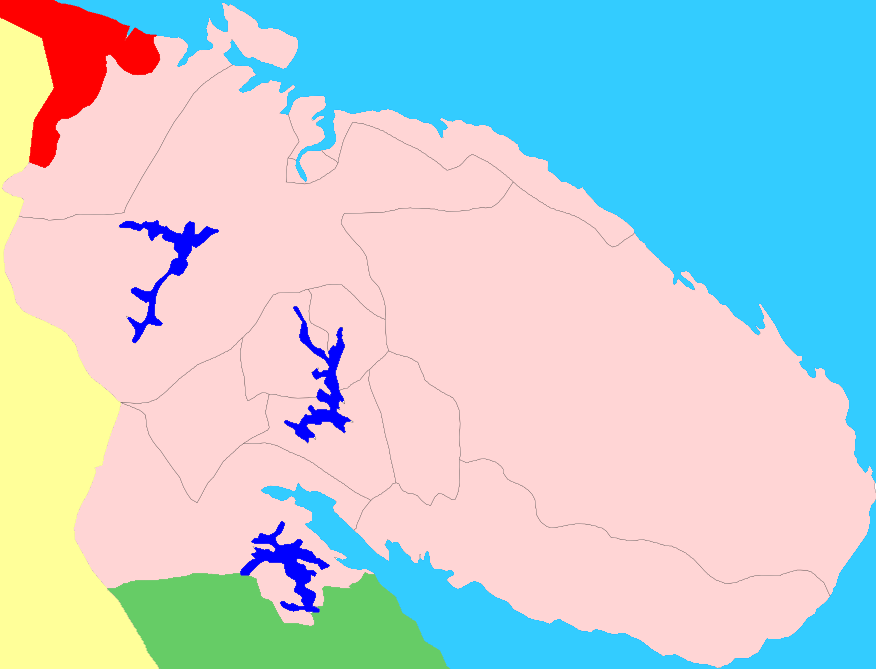

- 무르만스크 시 (Мурманск) (주도)
  - 레닌스키 구 (Ленинский)
  - 옥탸브리스키 구 (Октябрьский)
  - 페르보마이스키 구 (Первомайский)
- 알렉산드롭스크 (Александровск) (폐쇄 도시)
  - 폴랴르니 (Полярный)
  - 스네즈노고르스크 (Снежногорск)
  - 가지예보 (Гаджиево)
- 오스트로브노이 시 (Островной) (폐쇄 도시)
- 세베로모르스크 시 (Североморск) (폐쇄 도시)
  - 사포노보 (Сафоново)
- 자오조르스크 시 (Заозёрск) (폐쇄 도시)
- 비댜예보 (Видяево) (폐쇄 도시)
- 아파티티 시 (Апатиты)
- 키롭스크 시 (Кировск)
- 몬체고르스크 시 (Мончегорск)
- 올레네고르스크 시 (Оленегорск)
- 폴랴르니예조리 시 (Полярные Зори)

군:
- 코브도르스키군 (Ковдорский)
  - 코브도르 시 (Ковдор)
- 콜스키군 (Кольский)
  - 콜라 시 (Кола)
  - 킬딘스트로이 (Кильдинстрой)
  - 몰로치니 (Молочный)
  - 무르마시 (Мурмаши)
  - 투만니 (Туманный)
  - 베르흐네툴롬스키 (Верхнетуломский)
- 칸달락시스키군 시 (Кандалакшский)
  - 칸달락샤 (Кандалакша)
  - 젤레노보르스키 (Зеленоборский)
- 로보제르스키군 (Ловозерский)
  - 레브다 (Ревда)
- 페첸그스키 (Печенгский)
  - 자폴랴르니 시 (Заполярный)
  - 니켈 (Никель)
  - 페첸가 (Печенга)
- 테르스키군 (Терский)
  - 움바 (Умба)